# Superintendent (Neuseeland)
Der Superintendent war von 1853 bis 1876 in Neuseeland das gewählte Oberhaupt der Provinzen.

## Historische Einordnung

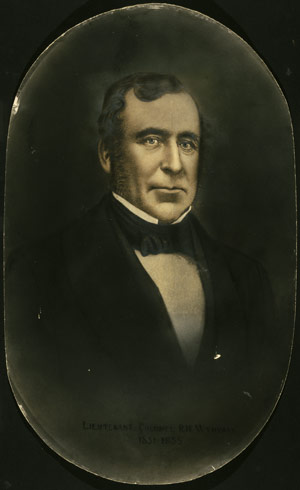
Robert Wynyard, erster Superintendent von Auckland

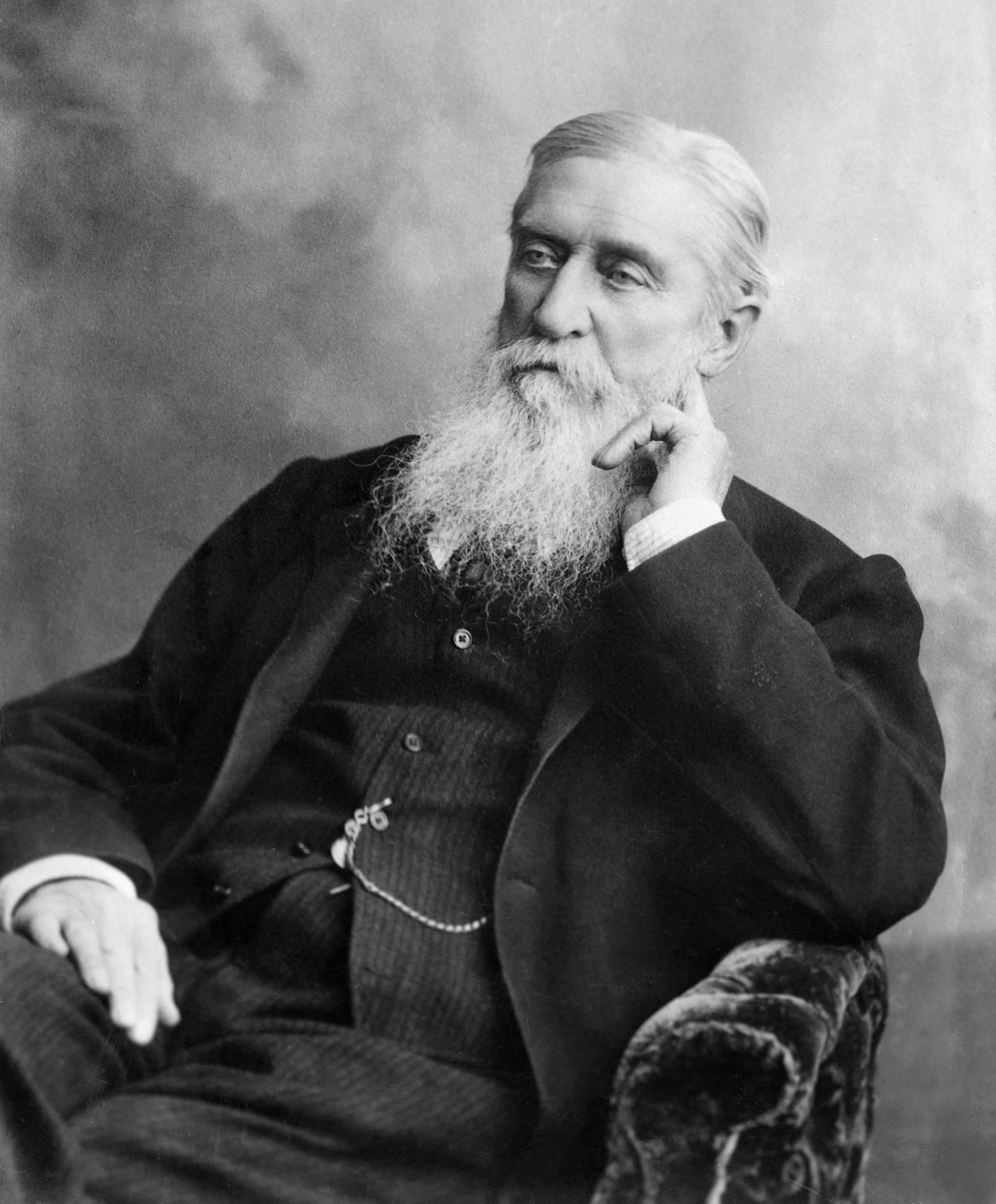
James FitzGerald, erster Superintendent von Canterbury

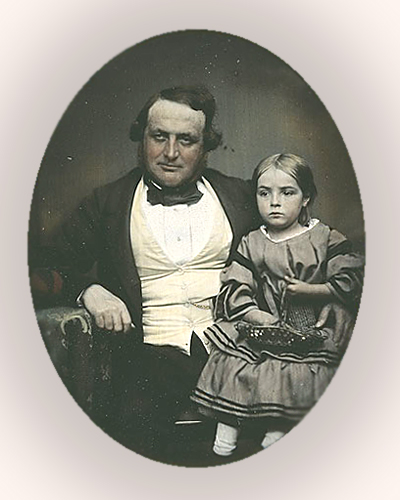
William Cargill, erster Superintendent von Otago

Die Provinzen existierten in Neuseeland von 1841 bis 1876 und waren die oberste Verwaltungseinheit des Landes. Während dieser Zeit kam es zu mehreren Änderungen der Provinzsstruktur des Landes. Jede der Provinzen wählte eine eigene Legislative, den Provincial Council und einen Superintendenten, der jedoch nicht Mitglied des Councils war. Die Wahlen für den Council und das Amt des Superintendenten erfolgten nicht immer zeitgleich.

## Rolle der Superintendenten
Zwanzig Jahre lang waren die Provinzräte und das Repräsentantenhaus in einen Machtkampf verstickt. Die Verfassung von 1852 hatte dreizehn Gebiete als Kompetenzfelder für die Gesetzgebung des Repräsentantenhauses definiert: Zoll, Postwesen, Schifffahrt, Leuchttürme, Maße und Gewichte, Währung, Konkursverfahren, Gesetzgebung, Heiraten, die Ländereien der Krone und der Māori, Kriminalrecht und Erbreicht. Aus mehreren Gründen erwies sich die Arbeit der Provinzräte damals aber effektiver als die des Parlamentes. So saßen im Parlament starke Persönlichkeiten, die je nach Region unterschiedliche Interessen vertraten und keine Erfahrung darin hatten, das Wohl des gesamten Landes in den Vordergrund zu stellen. Daher genossen die Superintendenten höheres Ansehen als die Abgeordneten des Parlamentes.
Die Verfassung hatte dem Generalgouverneur von Neuseeland beträchtlichen Einfluss auf die Provincial Councils eingeräumt, es kam aber dazu, dass die Superintendenten an Macht gewannen. Der Gouverneur konnte die Provinzräte jederzeit auflösen oder sein Veto zu dessen Entscheidungen einlegen. Er konnte den Superintendenten absetzen, wenn die Mehrheit des Provinzrates zustimmte oder die Wahl des Superintendenten für ungültig erklären (beides innerhalb drei Monate nach der Wahl). Andererseits konnten nur die Superintendenten den Provinzrat einberufen. So reichte es, die erste Sitzung des Rates auf drei Monate nach der Wahl zu verzögern, um einen großen Teil der Befugnisse des Gouverneurs zu neutralisieren. So waren die Superintendents in der politischen Praxis mächtiger, als es ihnen die Verfassung zugestand.
Ein anderer Einflussfaktor, den man zum eigenen Vorteil nutzen waren die, der langen und schwierigen Anreise geschuldeten, großen Abstände der einzelnen Parlamentssitzungen. So hatte der Wellington Provincial Council ein Gesetz verabschiedet, das ihn ermächtigte, ein Darlehen von £25.000 aufzunehmen. Zum Zeitpunkt der nächsten Parlamentssitzung war es bereits ausgezahlt und vollendete Tatsachen geschaffen.
So war der Superintendent mehr als nur der Vorsitzende des Provinzrates, es war ein Amt, das mit viel Ehre und Verantwortlichkeit einherging.

## Wahl der Superintendenten
Das Passive Wahlrecht auf nationaler und Provinzebene hatten damals nur Männer, die Eigentum im Wert von £50 oder ein Erbbaurecht im Wert von £10 besaßen. Die Wahlen fanden aller vier Jahre statt und waren einschließlich der vorangehenden Wochen ein bedeutsames Ereignis in der Provinz. Oft konnten sich Erwachsene an die Ereignisse bei den Wahlen ihrer Kinderzeit erinnern.
Es war nichts Ungewöhnliches, dass Zeitungen speziell zu dem Zweck gegründet wurden, einen Kandidaten zu unterstützen und den Konkurrenten zu bekämpfen. So geht The Press, heute die größte Zeitung der Südinsel, auf eine von James FitzGerald (1. Superintendent von Canterbury) gegründete Zeitung zurück, mit der dieser den Bau des Lyttelton Rail Tunnel bekämpfte, der von seinem Konkurrenten bei der zweiten Intendantenwahl, William Sefton Moorhouse, stark befürwortet wurde. Moorhouse hingegen nutzte die Lyttelton Times für seine Zwecke. FitzGerald war 1851 der erste Herausgeber dieser Zeitung gewesen. Obwohl er zu diesem Zeitpunkt nicht mehr Herausgeber war, unterstützte ihn das Blatt in der „Tunnelfrage“.
Die wahrgenommene Bedeutung der Wahlen resultierte auch auf den möglichen Einfluss auf das Alltagsleben der Wähler in ihrem Wohnumfeld. So konnte einer der Kandidaten den Bau einer Schule, von Straßen und Brücken für ihren Ort versprechen, der andere Kandidat hingegen nicht.
Unter anderem waren Besteuerung, Bildung, Wohlfahrt und die Abstinenzbewegung damals wichtige Themen.
Ursprünglich waren die Wahlen nicht geheim: die eingeschriebenen Wähler teilten dem Wahlbeamten ihre Wahl mit, dieser vermerkte ihn in der Wählerliste. Dies fand quasi öffentlich statt, so dass bereits während der Wahl inoffizielle Hochrechnungen zirkulierten. Es wurden jedoch auch bewusst verfälschte „Hochrechnungen“ in Umlauf gebracht, um das Wahlergebnis zu beeinflussen. Wenn mehr als zwei Kandidaten sich zur Wahl stellten, konnte man beispielsweise einen erheblichen Rückstand für einen unbeliebten, aber im Moment führenden Kandidaten behaupten, damit die folgenden Wähler einen anderen, „erfolgversprechenderen“ Kandidaten wählen sollten. Diese inoffiziellen „Vorhersagen“ zirkulierten auch noch nach der Einführung geheimer Wahlen mit einer Wahlurne.